# Andreas Kim Taegon
Andreas Kim Taegon (hangul: 김대건 안드레아), född 21 augusti 1821 i Taegon i Korea, död 16 september 1846 i Seoul i Korea, var en koreansk romersk-katolsk präst och martyr. Han var den första infödda koreanska prästen. Andreas Kim Taegon vördas som helgon inom Romersk-katolska kyrkan. Hans helgondag firas den 20 september.
Andreas Kim föddes i en förnäm familj. Hans föräldrar var konvertiter. Fadern, Ignatius Kim Chejun, led 1839 martyrdöden för att han utövade sin kristna tro, något som vid den tiden var förbjudet i det konfucianska Korea. Kim studerade vid prästseminariet i Macao och prästvigdes i Shanghai den 17 september 1845. En knapp månad senare anlände han till Korea, men han blev inom kort arresterad och utsatt för omfattande tortyr. Andreas Kim vägrade att avsvära sig sin kristna tro och halshöggs i Saenamt'o vid floden Han.
Tillsammans med 102 andra koreanska martyrer, däribland fadern Ignatius Kim Chejun, Paul Chong Hasang och Agatha Kim, helgonförklarades Andreas Kim 1984 av påve Johannes Paulus II.